# HAT-P-11b
HAT-P-11b（ケプラー3b）は、恒星HAT-P-11の周囲を公転する太陽系外惑星である。この惑星はトランジット法によって発見され、2009年1月2日に公表された。

## 概要
この惑星ははくちょう座の方角に約123光年に位置し、10等級のK型主系列星HAT-P-11の周囲を公転している。地球半径の約5倍と発見当時、最も小さいトランジット惑星であったが、約26地球質量とグリーゼ436bよりも大きい質量を持っていた。トランジット惑星の典型であるペガスス座51番星bがペガスス座51番星の周囲を公転するのとほぼ同じ軌道距離を持つ。しかし、この惑星の軌道離心率は約0.198と、ホット・ネプチューンとしては異常に大きい。HAT-P-11の惑星系は、ケプラーミッションの視野の中にある。
その視線速度は定まっていない。これは系の中の未知の惑星のせいであると考えられている。
この惑星の核は、10%のヘリウム及び水素、90%の重元素とした時のモデルと当てはまる。平衡温度は878 ± 15Kと推定される。

## 観測
2014年、海王星級の太陽系外惑星として初めて水蒸気の存在が確認された。NASAなどの研究チームにより、三つの宇宙望遠鏡の観測データを組み合わせて光の波長を分析することで、この惑星の大気に水分子が存在することが確認された。
2021年には、ハッブル宇宙望遠鏡のデータを利用したアリゾナ大学などの研究で、太陽系外惑星としては初めて磁気圏が確認された。